# Vänortsparken
Le Vänortsparken (littéralement, « le parc de l'amitié du district ») est un parc municipal situé au centre de la ville suédoise Umeå. Il est situé au sud de l'église d'Umeå.

## Histoire
En 1600, il y avait déjà un petit parc sur la place. En 1858, des herbes sont semées et des plantes sont placées sur la place de l'église. Les plantations consistent principalement d'arbres et arbustes. Après l'incendie de 1888, le parc est agrandi et renommé en Skolparken (parc de l'école).
En 1985, le nom du parc change en Vänortsparken, après une rénovation totale. Des meubles de parc et des objets symboliques d'Umeå sont placés dans le parc et un ruisseau artificiel est construit. Le parc comporte également une œuvre d'art : dans la partie nord-ouest se trouve une sculpture en cuivre représentant le monde.

## Construction
Le parc possède une pelouse centrale en forme de cuvette entourée de plusieurs arbustes et des arbres plantés. À travers le parc se trouve un ruisseau artificiel aménagé avec trois ponts. Les espèces végétales trouvées dans le parc sont l'érable, le frêne, le marronnier, le crocus, les jonquilles, la spirée et le nerprun. Autour du parc, il y a des nombreux érables, plantés vers 1920.